# Carl Julius Fritzsche
Carl Julius Fritzsche (* 17. Oktober 1808 in Neustadt bei Stolpen; † 8. Juni 1871) war ein deutscher Pharmazeut und Chemiker.

## Leben
Seine Eltern waren der Amtsphysikus Christian Ferdinand Fritzsche und Juliane Christiane Wilhelmine, geb. Struve. Sein Vater hatte nach dem Tod seines Schwiegervaters Heinrich Wilhelm Struve im Jahr 1805 dessen Apotheke übernommen. Etwa zeitgleich hatte auch Julianes Bruder Friedrich Adolph August Struve, der Erfinder des künstlichen Mineralwassers, die Apotheke seines Schwiegervaters in Dresden übernommen. 
Ab etwa 1822 lernte Carl Julius Fritzsche Apotheker in Dresden. Ab 1830 studierte er Chemie und wurde Assistent bei Eilhard Mitscherlich. 1833 wechselte er nach Sankt Petersburg, arbeitete bei einer Brauerei und etablierte sich als Mineralwasserfabrikant. Ebenfalls im Jahr 1833 wurde er zum Mitglied der Leopoldina gewählt. 1838 wurde er Adjunkt der St. Petersburger Akademie der Wissenschaften, an der er promovierte. 1844 wurde er dort außerordentlicher und 1852 ordentlicher Professor und zugleich Akademiemitglied.
Seine Arbeitsgebiete waren unter anderem organische Farbstoffe, Anthracen und Pikrinsäure, aber auch die Modifikationen des Zinns (Zinnpest). 1842 lehrte er die Darstellung der Ammoniumpolysufurete, und zwar des Ammoniumquatersulfurets, des Quinquiessulfurets und des Septiesulfurets, die sämtliche kristallische Magmas bilden.
Das Fritzsche Reaktiv diente lange zum Nachweis von Kohlenwasserstoffen und das Fritzscheit ist nach ihm benannt.

## Schriften
- Dissertatio de plantarum polline. (Über den Pollen)
- Über eigenthümlich modificirtes Zinn. Berlin 1869.
- Über das Gefrieren gefärbter Flüssigkeiten. St. Petersburg 1863.
- Über einen eigentümlichen Molecular-Zustand des Zinnes. St. Petersburg 1870.